# Горовий Іван Семенович
Горови́й Іва́н Семе́нович (1 серпня 1921 , Селечняd, Севський повітd, Брянська губернія, Російська СФРР  — 13 квітня 1999 , Київ ) — український радянський скульптор. Член Спілки художників УРСР з 1963 року.

## Біографія
Народився в с. Селечня, нині Суземський район, Брянська область, Росія, учасник німецько-радянської війни, працював художником у військових частинах Батумського укріпленого сектору Чорноморського флоту, був нагороджений медаллю «За бойові заслуги» (1945). 
Закінчив Київський художній інститут (1951, майстерня М. Лисенка). Працював у галузях станкової та монументальної скульптури.
З 1958 року — учасник республіканських та всесоюзних мистецьких виставок і конкурсів. Ряд робіт зберігається в музеях Російської федерації та України.
Роботи зберігаються в Національному музеї-заповіднику «Битва за Київ у 1943 році», Музеї театрального, музичного та кіномистецтва України, Херсонському та Миколаївському художніх музеях, Кіровоградському краєзнавчому музеї.
У 1982–1985 роках працював одним із викладачів і майстером у ГПТУ № 5 міста Києва. Викладав курс «Основи архітектури», вів групу з спеціальності ліпник-реставратор. Майстерня Горового розташовувалася поблизу Хрещитика, у провулку Тараса Шевченка. 

## Творчість
- Скульптурні портрети капітана Є. Горелика (1958), І. Оленєва (1960), заслуженого артиста УРСР Ю. Гуляєва (1961), «Ленін» (1965, 1970).
- Скульптурні композиції «Завжди з тобою» (1960), «Ленін і Крупська» (1963).
- Монументальні композиції «Мир» і «Дніпровський простір» («Яхтсмени»), не збереглася[1], (1960, обидві в співавторстві, обидві в Києві біля станції метро «Дніпро»).
- Меморіальний комплекс (у співавторстві) «Савур-могила» (поблизу Донецька).
- Пам'ятник футболістам київського «Динамо» — учасникам «матчу смерті» в Києві (1971, архітектори В. С. Богдановський, І. Л. Масленков).
- Пам'ятник «Партизанам Глухівщини» — учасникам Руху Опору (партизанам) у Глухові (30 серпня 1973 р.)
- Бюст на могилі Героя Радянського Союзу Миколи Жужоми на Вознесенському кладовищі в Глухові. [2]

## Зображення

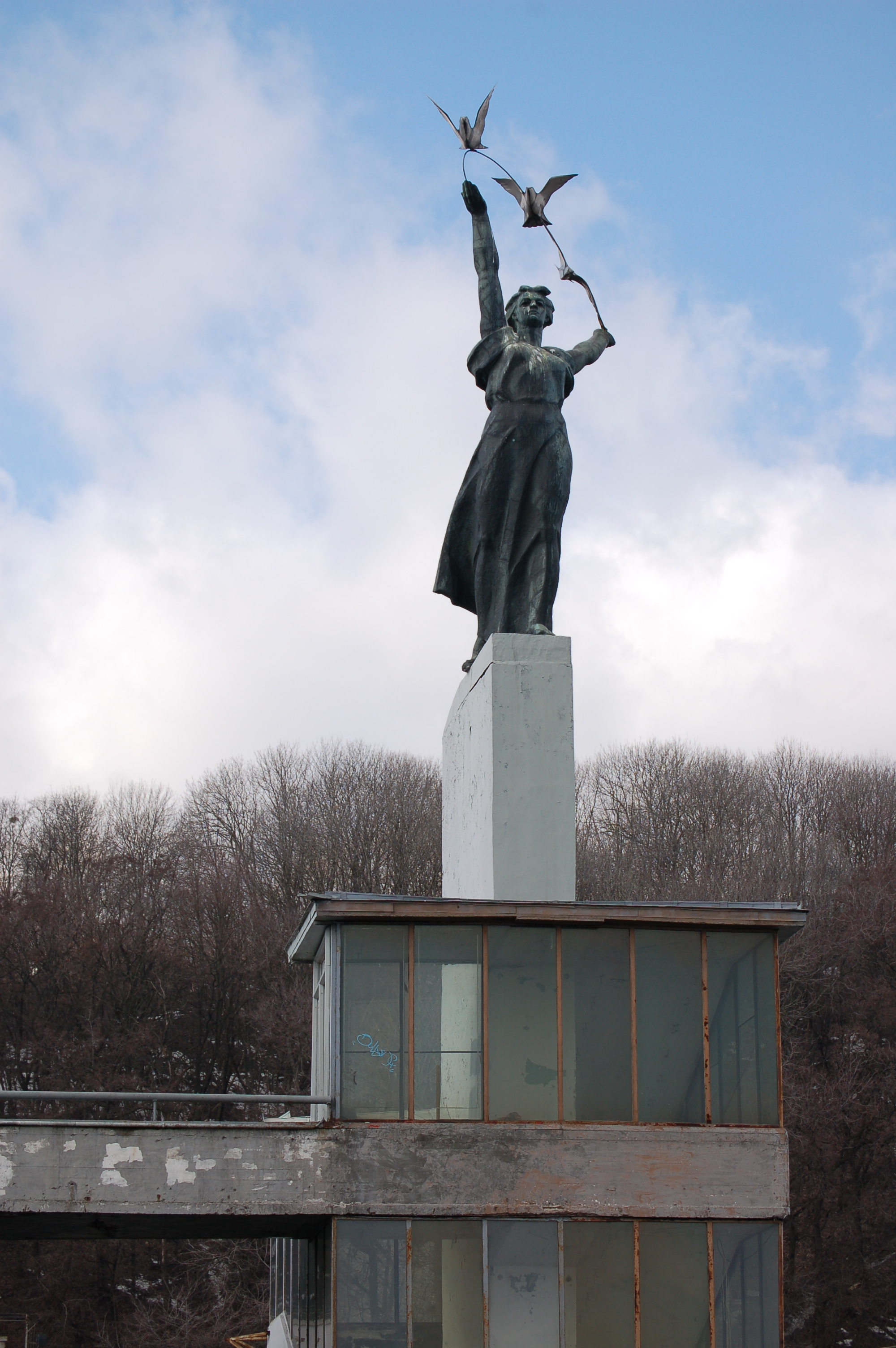
Монументальна скульптура «Мир» на станції метро «Дніпро»
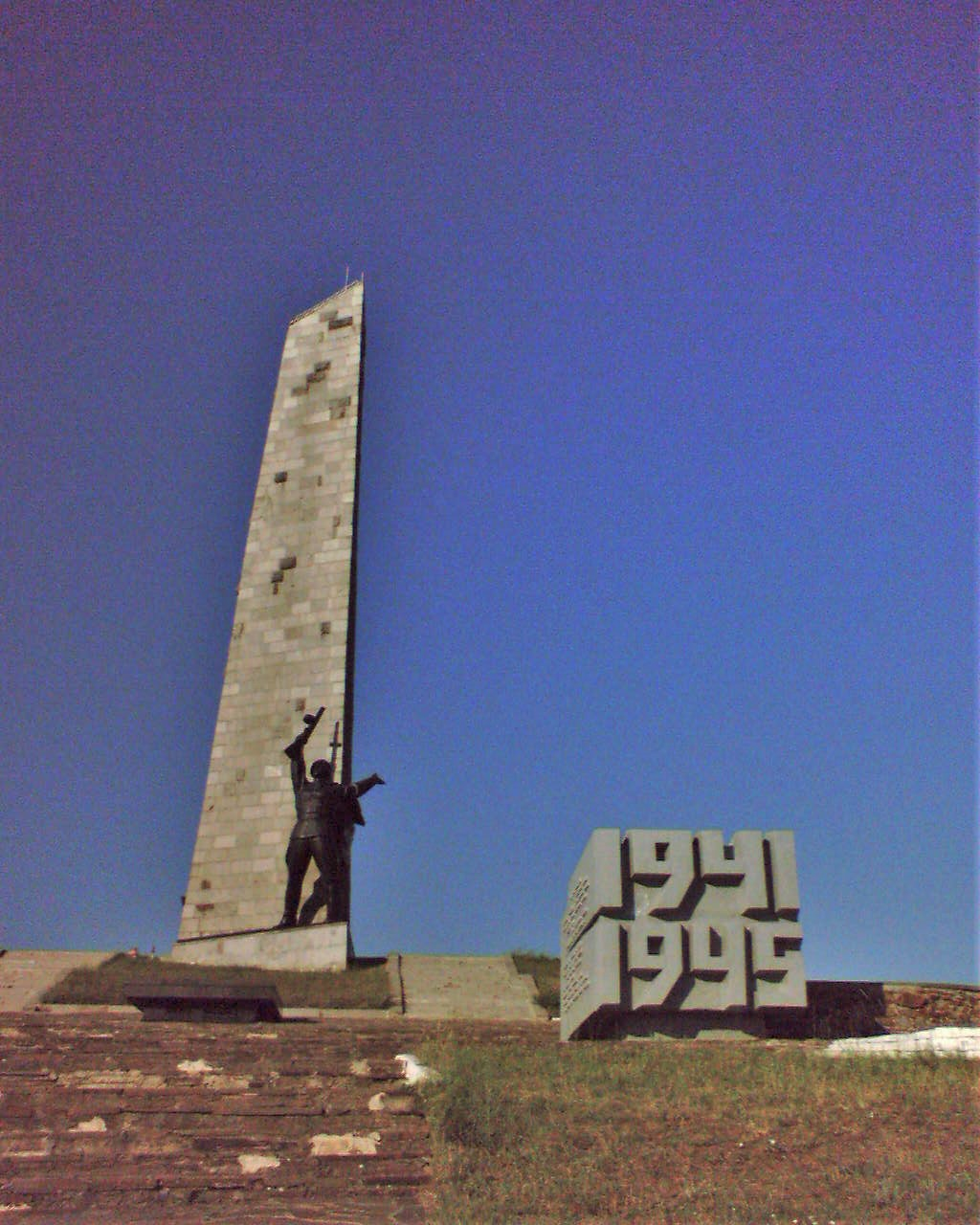
Обеліск на Савур-Могилі
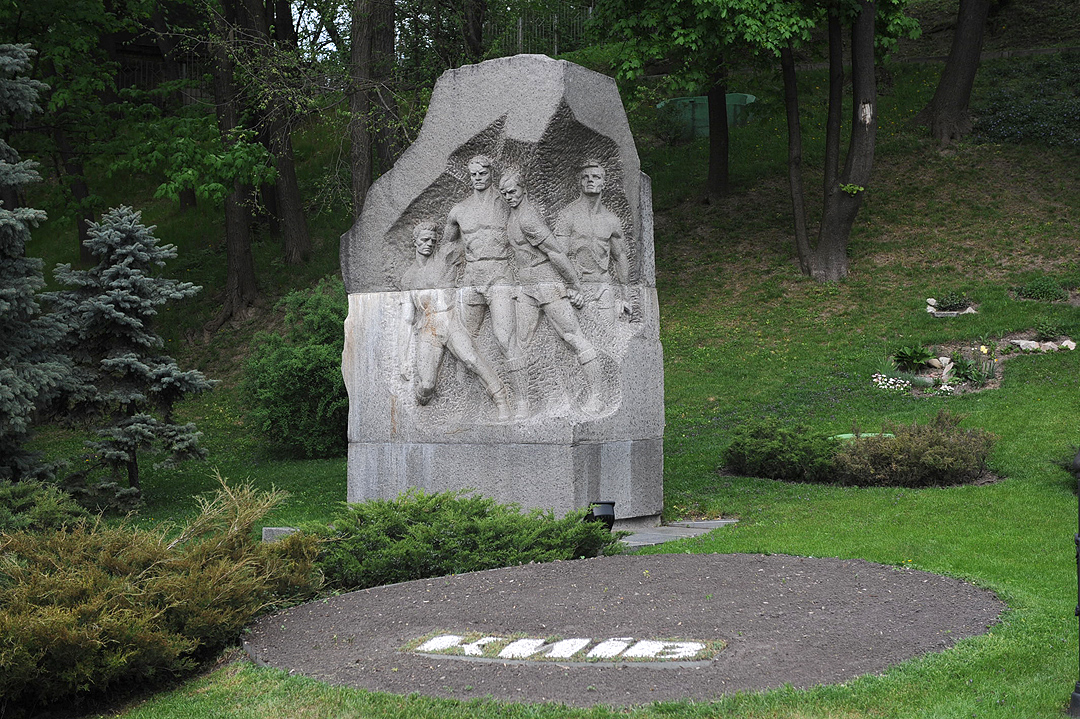
Пам'ятник футболістам київського «Динамо» — учасникам «Матчу смерті»